# Amforíscids
Els amforíscids (Amphoriscidae) són una família d'esponges calcàries (Calcarea). Va ser descrita per Arthur Dendy, el 1983.

## Gèneres
Els següents gèneres pertanyen a la família Amphoriscidae:
- Amphoriscus (Haeckel, 1870)
- Leucilla (Haeckel, 1872)
- Paraleucilla (Dendy, 1893)